# Una dona és una dona
Una dona és una dona (en francès, Une femme est une femme) és una comèdia romàntica musical dirigida per Jean-Luc Godard i estrenada el 1961.
Associada amb el moviment de la Nouvelle vague, la pel·lícula és un homenatge a la comèdia musical dels Estats Units. És el tercer llargmetratge que dirigeix Godard, encara que és el segon que s'estrena a les sales a causa de la censura de Le Petit Soldat. És, també, la seva primera cinta a color i Cinemascope.   

## Sinopsi
L'Àngela, qui treballa en un club de striptease al carrer Saint-Denis, al districte 10 de París, tingué una discussió amb el seu marit Émile perquè no estaven d'acord sobre si tenir un fill: ella creu que ha arribat el moment, ell prefereix ajornar. Al matí, abans d'anar a treballar, l'Àngela passa per davant del quiosc on treballa l'Émile;  són incapaços de reconciliar-se perquè cadascun es manté en les seves posicions.
L'Émile i l'Alfred surten amb dos amics i van al bar on treballa l'Àngela per molestar-la. L'endemà, en una cita, l'Alfred assegura l'Àngela que acceptarà fer-li l'amor si el seu marit no accepta reconciliar-se amb ella. Ella li fa esperar davant la casa que comparteix amb l'Émile. Assenyala la reconciliació amb el moviment de les cortines.
L'Alfred es queda al carrer atent a la finestra, però les cortines del pis s'aixequen i baixen en funció de l'evolució de la discussió entre l'Émile i l'Àngela. Incapaç d'obtenir el consentiment del seu marit, l'Àngela es lliura a l'Alfred. Per despit, l'Émile es veu amb una prostituta.
L'Àngela i l'Émile semblen penedits. L'única solució que sembla possible és fer l'amor immediatament perquè no es pugui saber si el nen que encara no ha nascut és de l'Alfred.

## Repartiment
- Anna Karina: Àngela
- Jean-Claude Brialy: Émile Récamier
- Jean-Paul Belmondo: Alfred Lubitsch
- Henri Attal: fals cec número 2 (sense acreditar)
- Karyn Balm (sense acreditar)
- Dorothée Blank: prostituta 3 (sense acreditar)
- Marie Dubois: amiga d'Angela (sense acreditar)
- Ernest Menzer: propietari del bar (sense acreditar)
- Jeanne Moreau: dona al bar (ella mateixa)
- Nicole Paquin: Suzanne (sense acreditar)
- Gisèle Sandré: prostituta 2 (sense acreditar)
- Marion Sarraut: prostituta 1 (sense acreditar)
- Dominique Zardi: fals cec número 1 (sense acreditar)

## Premis
- 11è Festival Internacional de Cinema de Berlín[1]
  - Ós de Plata a la millor actriu (Karina - va guanyar)
  - Premi Extraordinari del Jurat Ós de Plata (guanyat)
  - Ós d'Or (nominat)